# Figura serpentinata

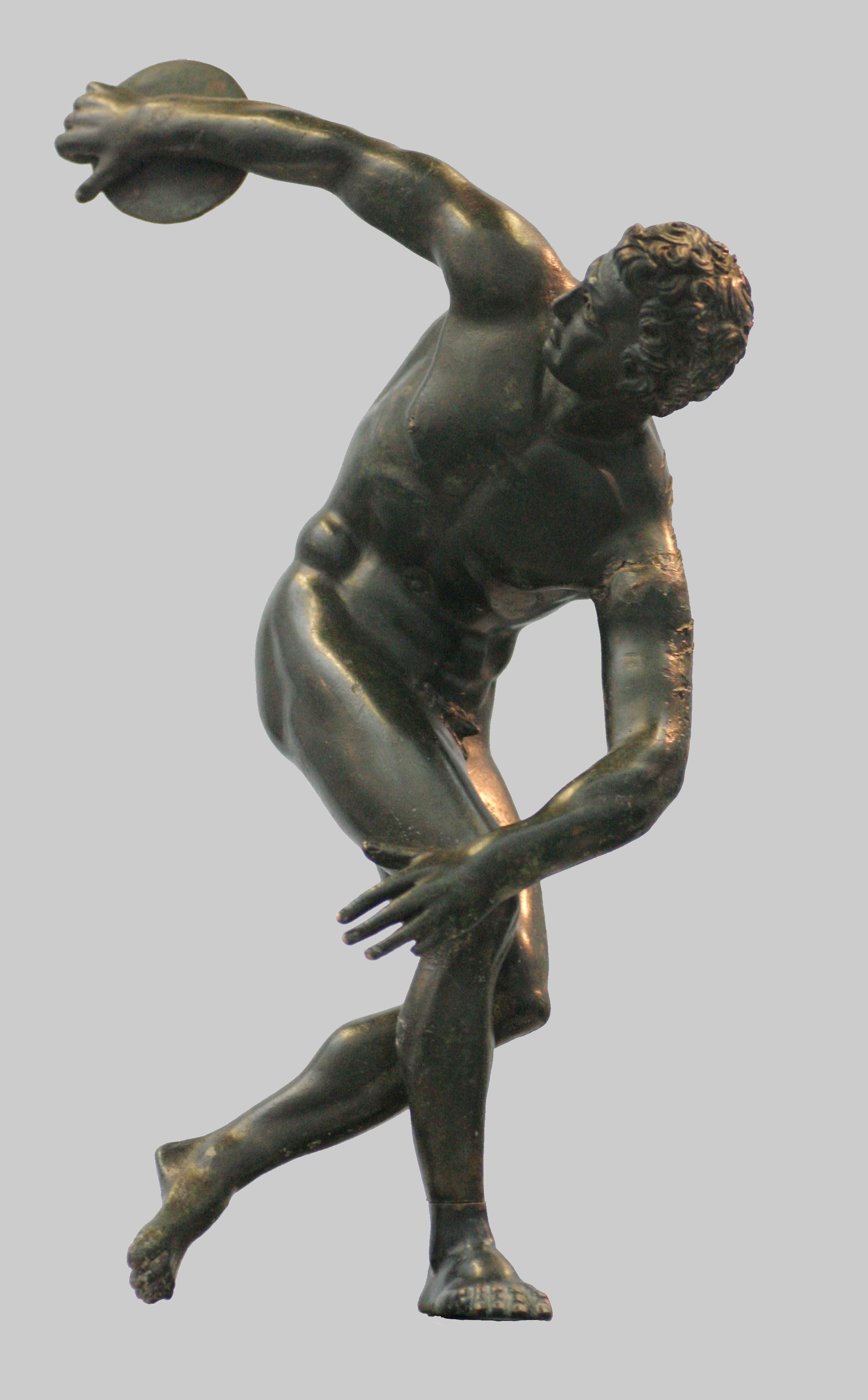
Дискобол, копія в бронзі, II ст. н.e.

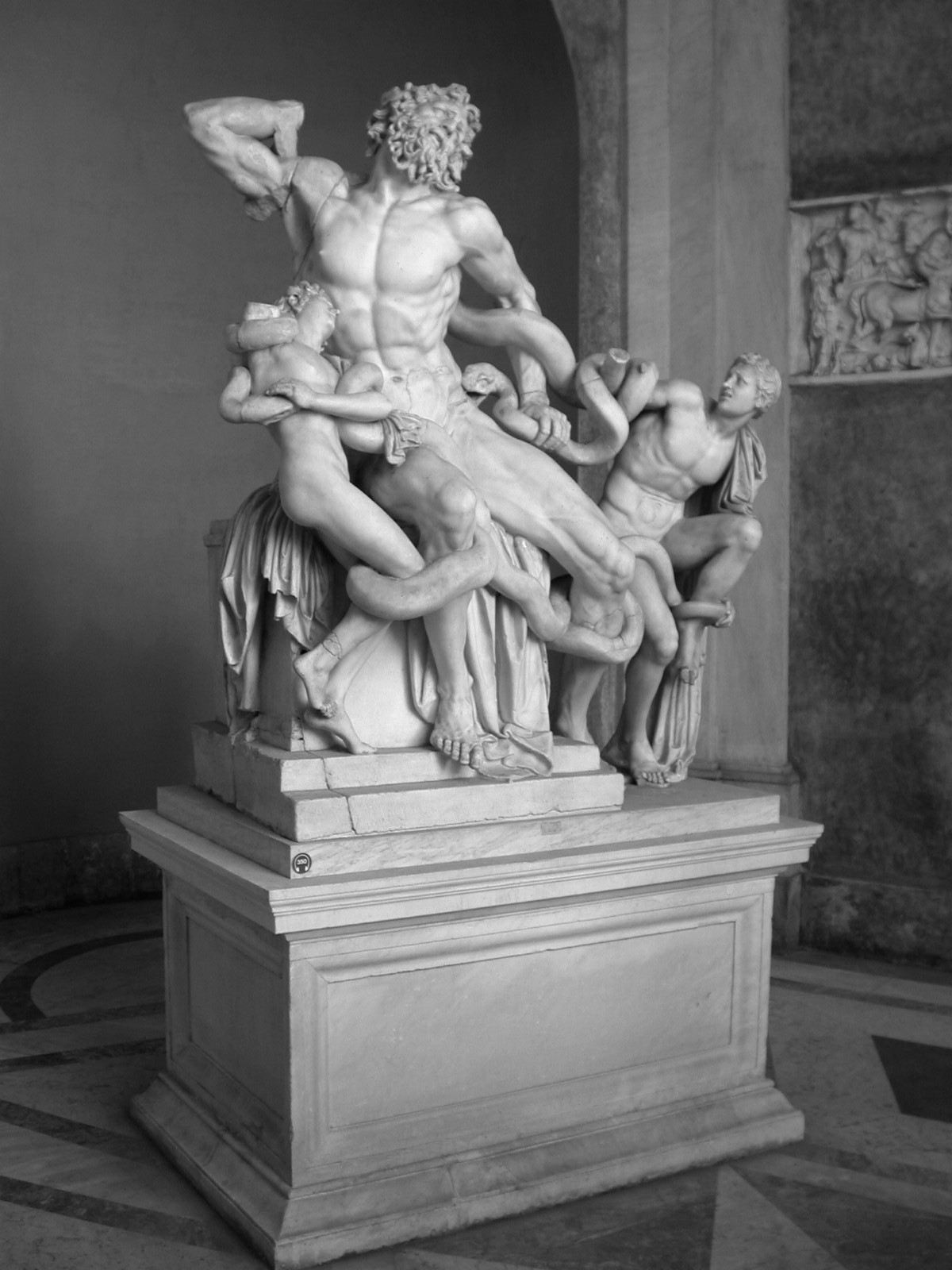
Лаокоон, Ватиканські музеї.

Figura serpentinata — це скульптурна або малярська композиція, в якій автор з метою надання легкості чи динаміки застосував, часом неприродне, спіралеподібне скручування тіла зображуваної особи.
Скульптури, в яких використано спіралеподібне зображення тіла, були відомими вже в часи Стародавньої Греції. Пізніше цей стиль використовувався італійськими маньєристами. Класичним прикладом Figura serpentinata є статуя Дискобола, вирізьблена Мироном, роботи Леонардо да Вінчі, Рафаеля і Мікеланджело.
Буске (фр. Bousquet) вважає, що «serpentinata» — як стиль виник у 1506 році внаслідок глибокого сутнісного впливу скульптурної композиції Лаокоон та його сини на всіх художників, і Мікеланджело зокрема. Джон Ширман (англ. John Shearman) також стверджує, що стиль Figura serpentinata був винайдений Мікеланджело, зокрема під час створення скульптури «Переможці» (лат. Victors) для гробниці Папи Юлія II. Маурер (англ. Maurer,), з іншого боку, стверджує, що цей стиль не є притаманним для робіт Мікеланджело і як піонера стилю Figura serpentinata визначає Доменіко Беккафумі . Учневі Беккафумі — Марко Піно (італ. Marco Pino) — вдалося пов'язати стилі Беккафумі, Франческо Сальвіаті, Парміджаніно і, можливо, навіть Мікеланджело, внаслідок чого його роботи в цілому стали насичененими мотивами «serpentinata».
З ослабленням норм Ренесансу і становленням стилю «Serpentinata», його правила і структури стали систематизованими. Спіралеподібна форма зображення дозволяла демонструвати фізичну силу фігур, їх пристрасть, напругу і семантичну досконалість. Зображення рухів набрало вмотивованості й чистого вигляду, дія стала відображенням внутрішньої сили зображення.
Стиль Figura serpentinata прослідковується в мистецтві навіть у 1620-х роках, зокрема в роботі Берніні «Викрадення Прозерпіни».